# Urban exploring

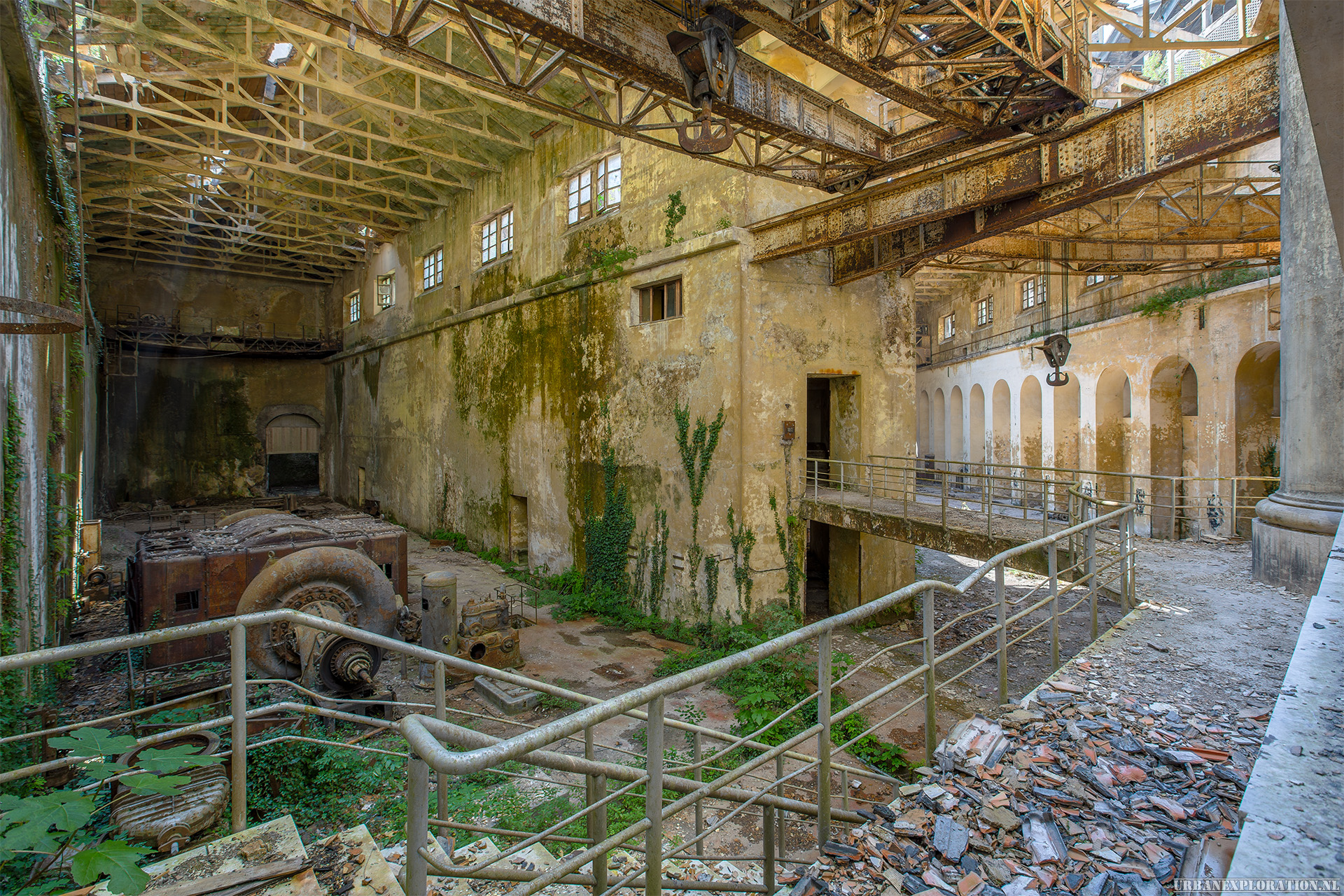
Verlaten waterkrachtcentrale in Italië

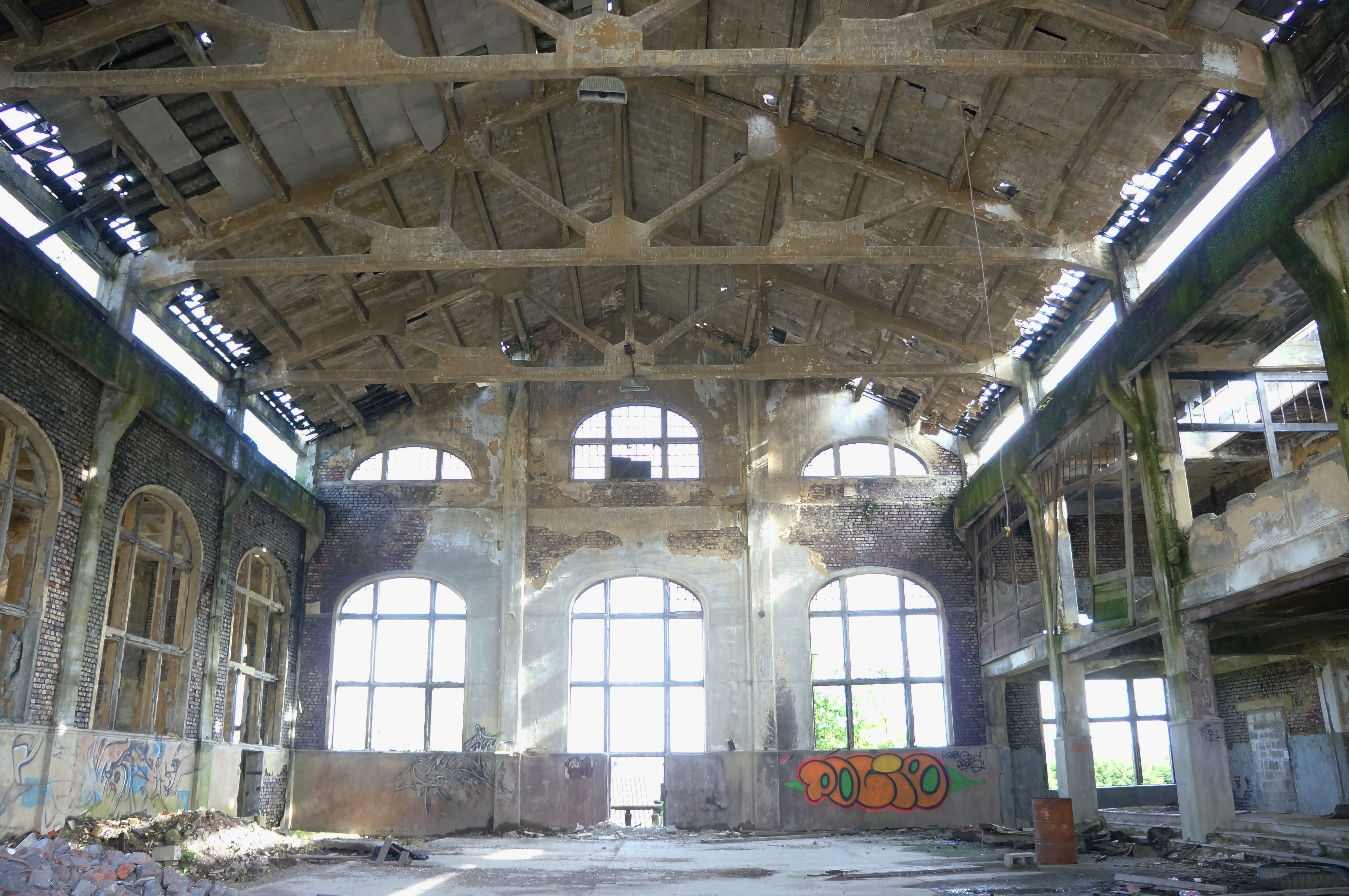
Kolenmijn Charbonnage du Gouffre in België

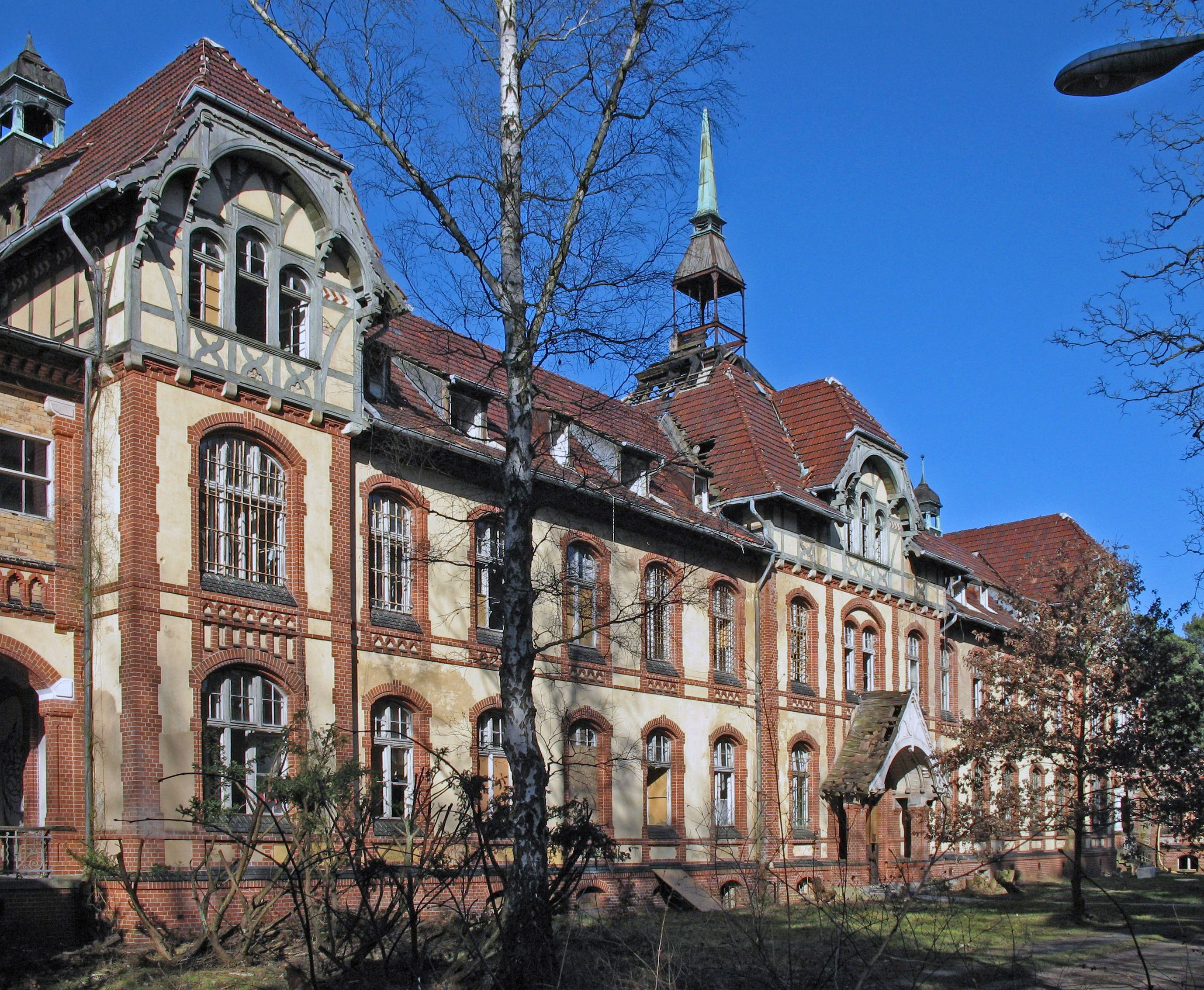
Sanatorium Beelitz-Heilstätten bij Berlijn

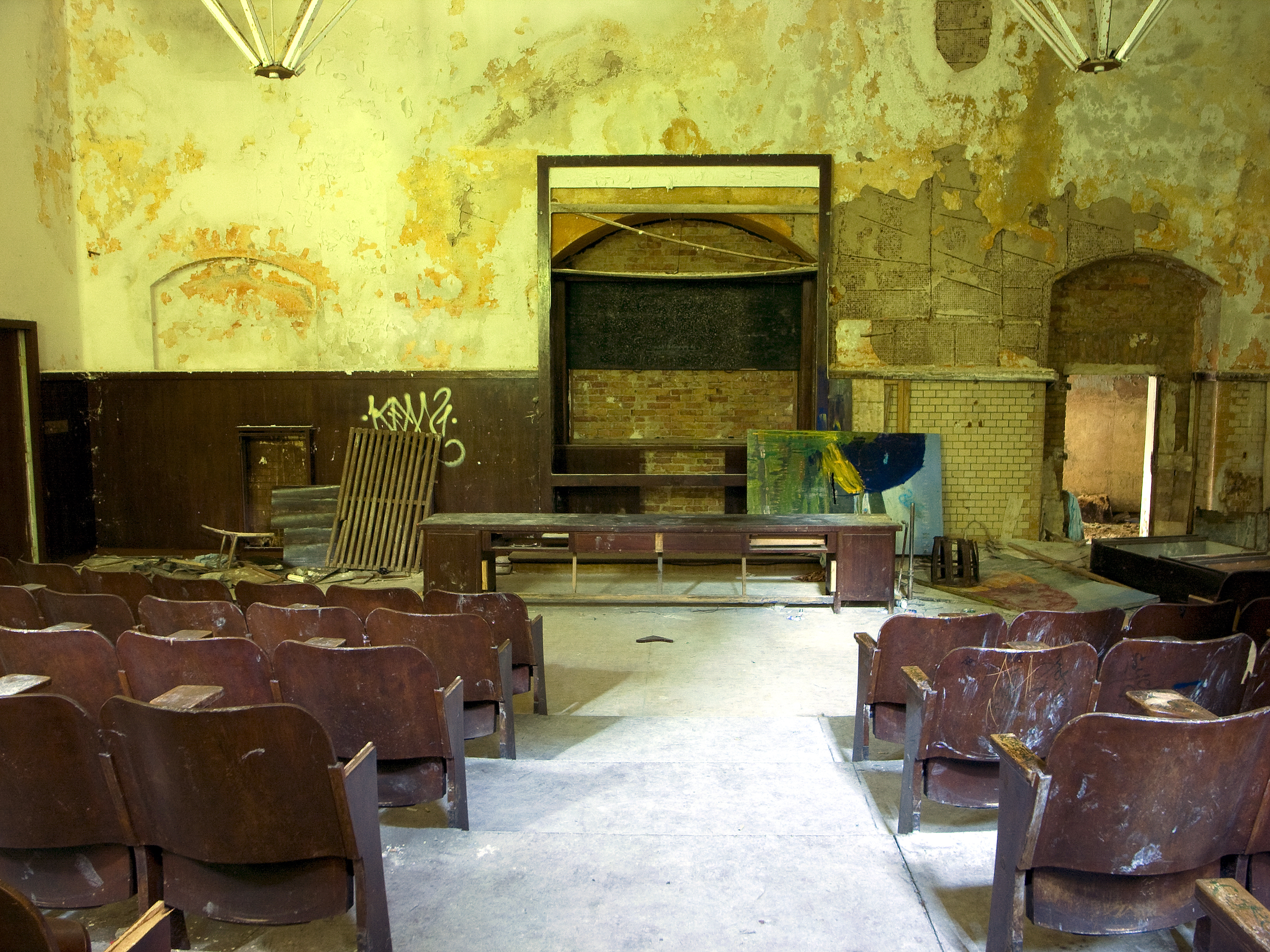
Beelitz-Heilstätten, auditorium

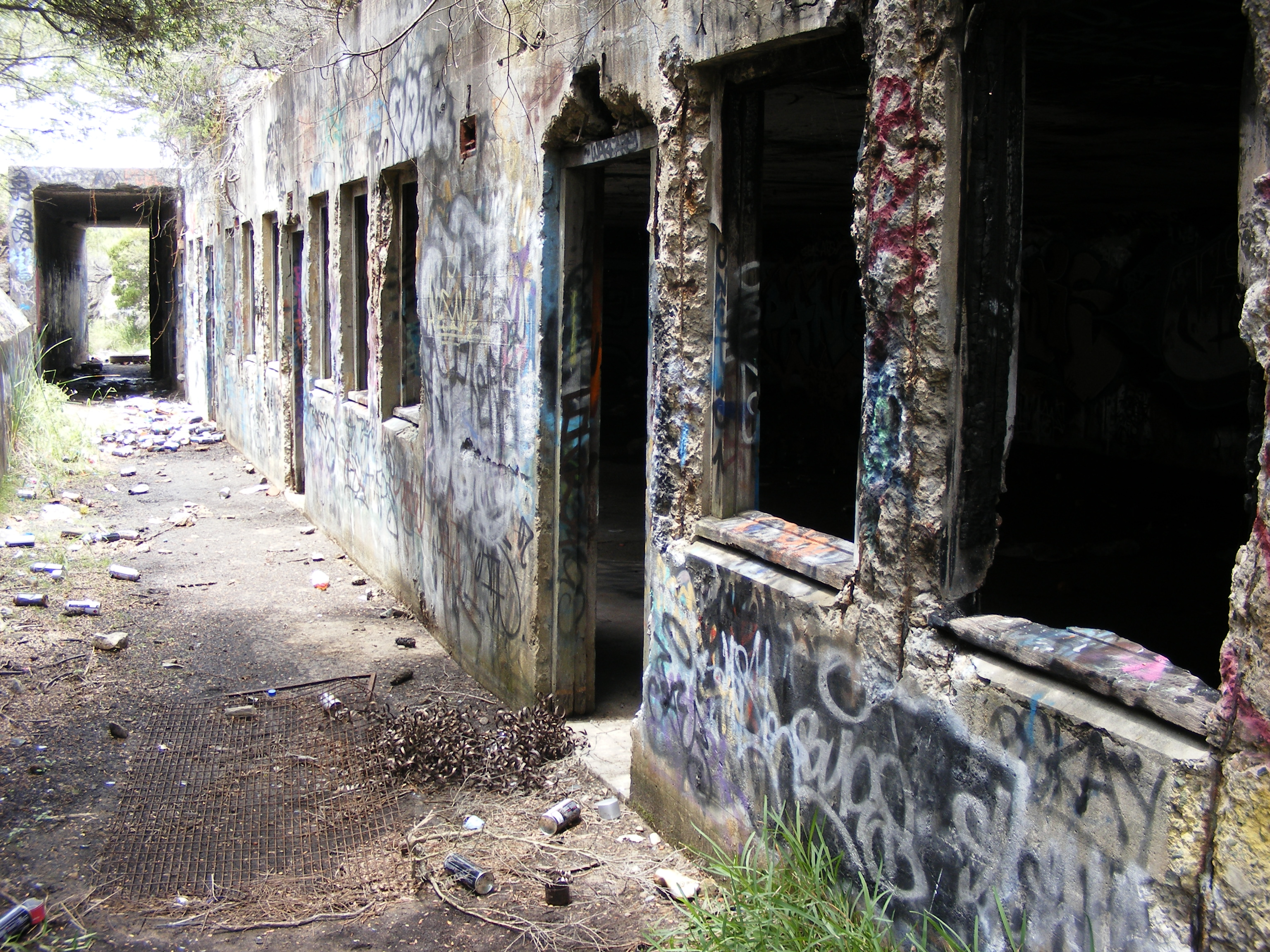
Bunker uit WOII in Sydney

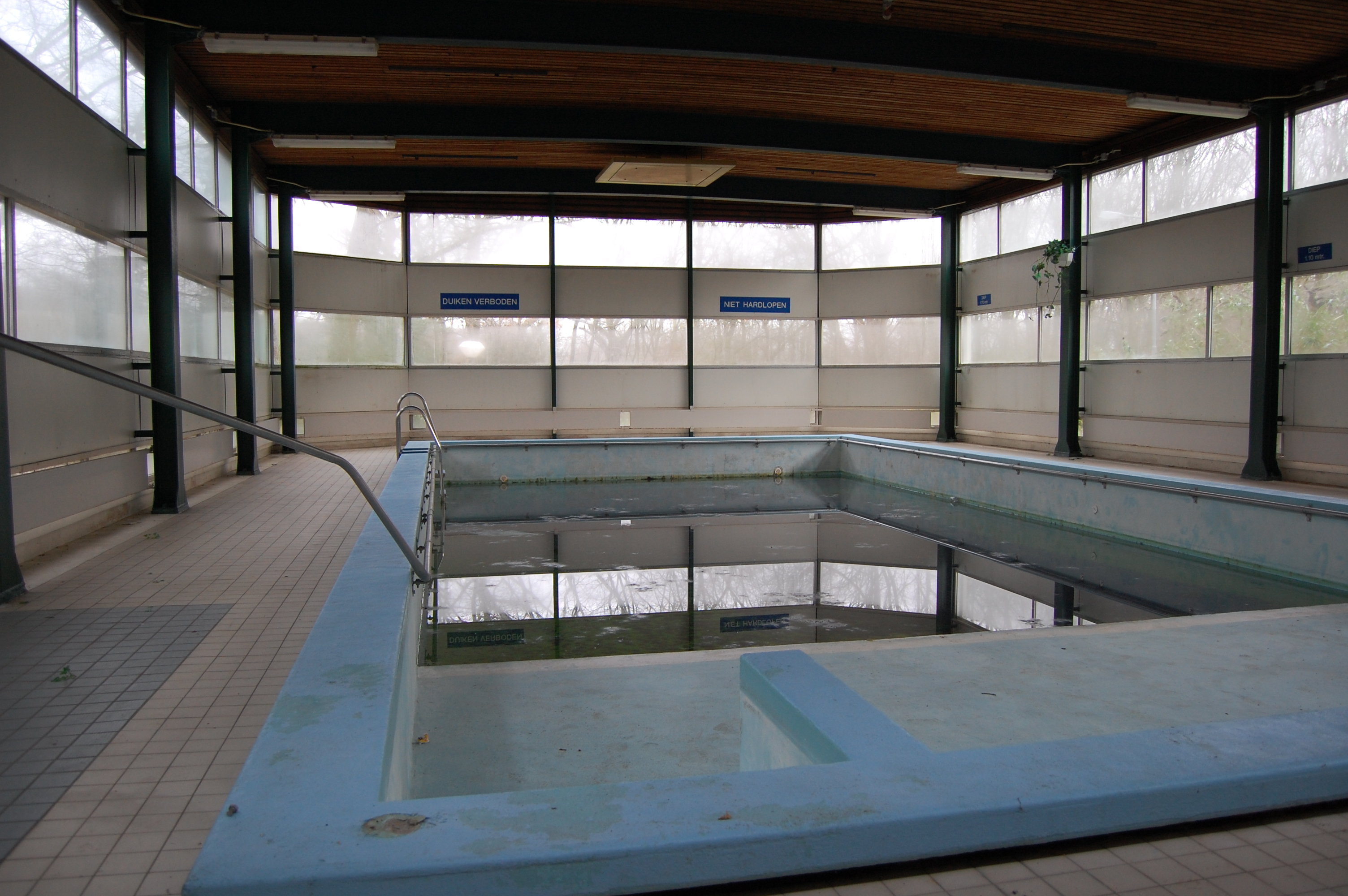
Sinaï Centrum, Amersfoort

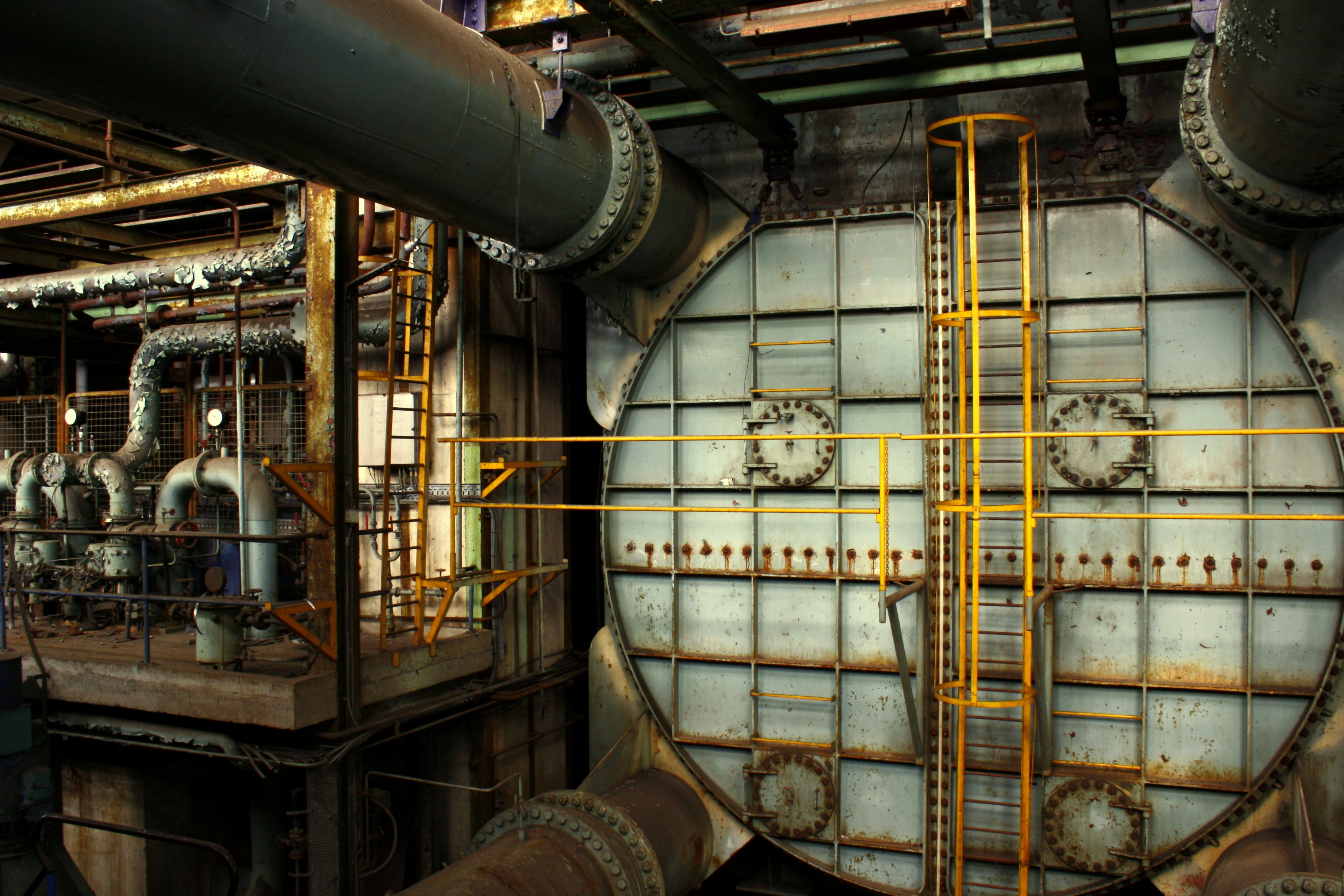
ECVB in Gent, België

Urban exploring, afgekort urbex of UE, is het bezoeken, fotograferen en documenteren van infrastructuur gemaakt door de mens, meestal verlaten gebouwen of niet openbaar toegankelijke locaties. De term werd omstreeks 1990 bedacht door de Canadese explorer Jeff Chapman, ook gekend als Ninjalicious, die met het tijdschrift Infiltration en de website infiltration.org gestart was. In 2005 publiceerde Chapmann het boek Access All Areas: a user's guide to the art of urban exploration
De term urban exploring is Engels en betekent letterlijk "verkennen van het urbane": gebouwen of resten ervan in een stedelijke omgeving; ook kan dit stedelijk karakter indertijd in natuurgebied ingevoerd zijn (bijvoorbeeld: voormalig sanatorium).
Urban exploring wordt beoefend door urban explorers.

## Doelen voor urban exploring

### Verlaten gebouwen
Het betreden van verlaten gebouwen is de meest voorkomende vorm van urban exploring. Vaak gaat het daarbij om verlaten oude fabriekspanden, maar bijvoorbeeld ook voormalige ziekenhuizen, scholen, kantoorgebouwen of gestichten. Kastelen en kerken zijn ook zeer geliefd. Vaak zijn deze gebouwen zwaar aangetast door de tand des tijds en bespoten met graffiti. Verlaten gebouwen worden vooral vanwege hun architectuur, zoals bijvoorbeeld kastelen en kerken, of uit historische interesse bezocht.
Ook gebouwen die nog (deels) actief gebruikt worden zijn interessant, voor zover het daarbij gaat om niet-openbaar toegankelijke ruimten zoals machinekamers, liftschachten en daken.

### Ondergronds
Tunnels en andere ondergrondse locaties, al dan niet verlaten, zijn voor sommige explorers een specialiteit. Zulke locaties kunnen variëren van mijnschachten en mergelgroeven, tot riolen en verkeerstunnels of holle ruimten onder een brug. Deze tak van urban exploration brengt meer risico met zich mee en vraagt ook om gespecialiseerd materiaal zoals gasdetectie, speciale belichting, klimgordels en plattegronden.

### Niet-verlaten gebouwen
Sommige mensen onderzoeken ook niet-verlaten gebouwen. Dat kan variëren van het bekijken wat zich in een schoonmaakhok bevindt, het ronddwalen in de ondergrondse gangen van ziekenhuizen, tot rondneuzen op militaire terreinen. Deze vorm van urban exploring wordt ook wel 'infiltratie' genoemd.

### Hoogtes
Andere explorers verkiezen liever grote hoogtes; deels voor de kick, deels voor het uitzicht. Zowel de daken van al dan niet verlaten gebouwen, kerken, zendmasten en kranen zijn populair in deze subcultuur.

### Verlaten domeinen
Ook verlaten domeinen zijn een doel voor sommige explorers. Deze terreinen variëren van verlaten militaire oefenterreinen tot vliegvelden of vakantiedorpen.

## Doel van een urban explorer
Hoewel er geen verenigingen met statuten en regels voor urban explorers bestaan, houden de meesten zich aan de gedragslijn: "Laat slechts voetstappen achter, neem slechts foto's mee" (engels: "Leave nothing but footprints, take nothing but pictures"). Ook proberen de meeste explorers geen wetten te overtreden anders dan het zich begeven op terreinen waar zij geen wettige toegang toe hebben; volgens velen een 'onschadelijke' overtreding.
De meeste explorers zijn er slechts op uit om foto's en/of video's te maken van oude gebouwen, zowel van binnen als buiten. Sommigen plaatsen die dan op een website of beheren een collectie. Sommigen beoefenen urban exploring vooral voor de opwinding vanwege het gevaarlijke en/of verboden karakter van plekken, bijvoorbeeld het beklimmen van hoge objecten als bruggen en communicatietorens.
Een probleem is dat explorers per definitie nieuwsgierig zijn naar niet algemeen bekende plekken en zich daarmee vaak op verboden terrein begeven: vaak plekken die ook bezocht worden door mensen met andere bedoelingen zoals graffiti-spuiters en krakers, of vandalen en koperdieven. Eigenaren en politie zien explorers ook wel aan voor dergelijke mensen.
Groepen mensen die ook in deze urbexlocaties op zoek kunnen zijn, zijn de zogenoemde 'ghosthunters'. Zij onderzoeken verlaten gebouwen op de mogelijke aanwezigheid van entiteiten (geestverschijningen/energieën). Daarnaast komen de urbexlocaties ook steeds meer in trek bij modefotografen als decor voor fotosessies.

## Gevaren
Urban explorers werken meestal in kleine groepen, omdat urban exploring gevaarlijk of risicovol kan zijn. Bij het betreden van de, vaak bouwvallige, verlaten gebouwen bestaat het risico door vloeren of trappen te zakken; of om gevaarlijke stoffen als gassen en chemicaliën aan te treffen, of losliggende elektrische bedrading. Sommige locaties worden bewaakt en waakhonden en/of toezichthouders kunnen het de explorer lastig maken. Onbedoelde insluiting is ook een risico wanneer een deur in het slot zou vallen waarvan de deurkruk ontbreekt. Om zich uit een dergelijke situatie te kunnen bevrijden dragen explorers vaak een deurkruk bij zich.